# Viadotto Sfalassà
Der Viadotto Sfalassà (auch Ponte di Bagnara) ist eine Brücke im Zuge der italienischen Autostrada A2. Sie steht in den Bergen oberhalb des Ortes Bagnara Calabra in der Metropolitanstadt Reggio Calabria, wo sie die Schlucht der Fiumara Sfalassà überquert.
Die Brücke wurde zwischen 1968 und 1972 im Auftrag der ANAS nach Plänen von Silvano Zorzi, Sabatino Procaccia und Luciano Lonardo gebaut. Sie war bei ihrer Eröffnung die dritthöchste Brücke der Welt und ist nach wie vor die größte Sprengwerkbrücke der Welt. Bei der Erneuerung der A3 wurde sie zwischen 2009 und 2015 überholt und an die neue, begradigte Linienführung mit Tunneln an beiden Enden der Brücke angepasst. Dazu wurden die Brückenteile auf den Hängen zu beiden Seiten der Hauptöffnung vollständig erneuert.
Ihre Hauptöffnung besteht aus einem stählernen Fahrbahnträger, der von zwei ebenfalls stählernen schrägen Streben als Sprengwerk gestützt wird. Die Hauptöffnung ist 376 m weit und wird durch die Streben aufgeteilt in Stützweiten von 110 + 156 + 110 m. Die Fahrbahn befindet sich rund 250 m über dem Talboden. Der Fahrbahnträger ist ein Hohlkasten, der innen durch Andreaskreuz-Streben ausgesteift wird und mit seitlichen Kragarmen die überstehende orthotrope Platte des Fahrbahnträgers stützt.
Die Pfeiler zu beiden Seiten der Hauptöffnung und die von ihnen getragenen Fahrbahnträger sind aus Stahlbeton bzw. Spannbeton.
Beim Bau der Brücke wurden zunächst die seitlichen Betonpfeiler und Fahrbahnträger erstellt. Anschließend wurden die stählernen Streben neben den Hauptpfeilern in senkrechter Position auf ihren Lagern stehend hergestellt, bis ihre Enden schließlich über die Pfeiler hinausragten. An diesen Enden wurden provisorische Fachwerkträger befestigt, deren anderes Ende auf den Fahrbahnträgern lag. Nachdem die Hauptpfeiler zum Hang hin abgespannt waren, wurden die Streben in ihre endgültige schräge Position abgelassen. Dabei wurden die Fachwerkträger in die horizontale Lage gezogen und dienten nun als Hilfsgerüst für die Herstellung des Fahrbahnträgers. Nachdem die Fahrbahnträger zwischen den Pfeilern und den Streben fest installiert waren, konnte die verbleibende Öffnung von 156 m im Freivorbau geschlossen werden.

## Einzelnachweise

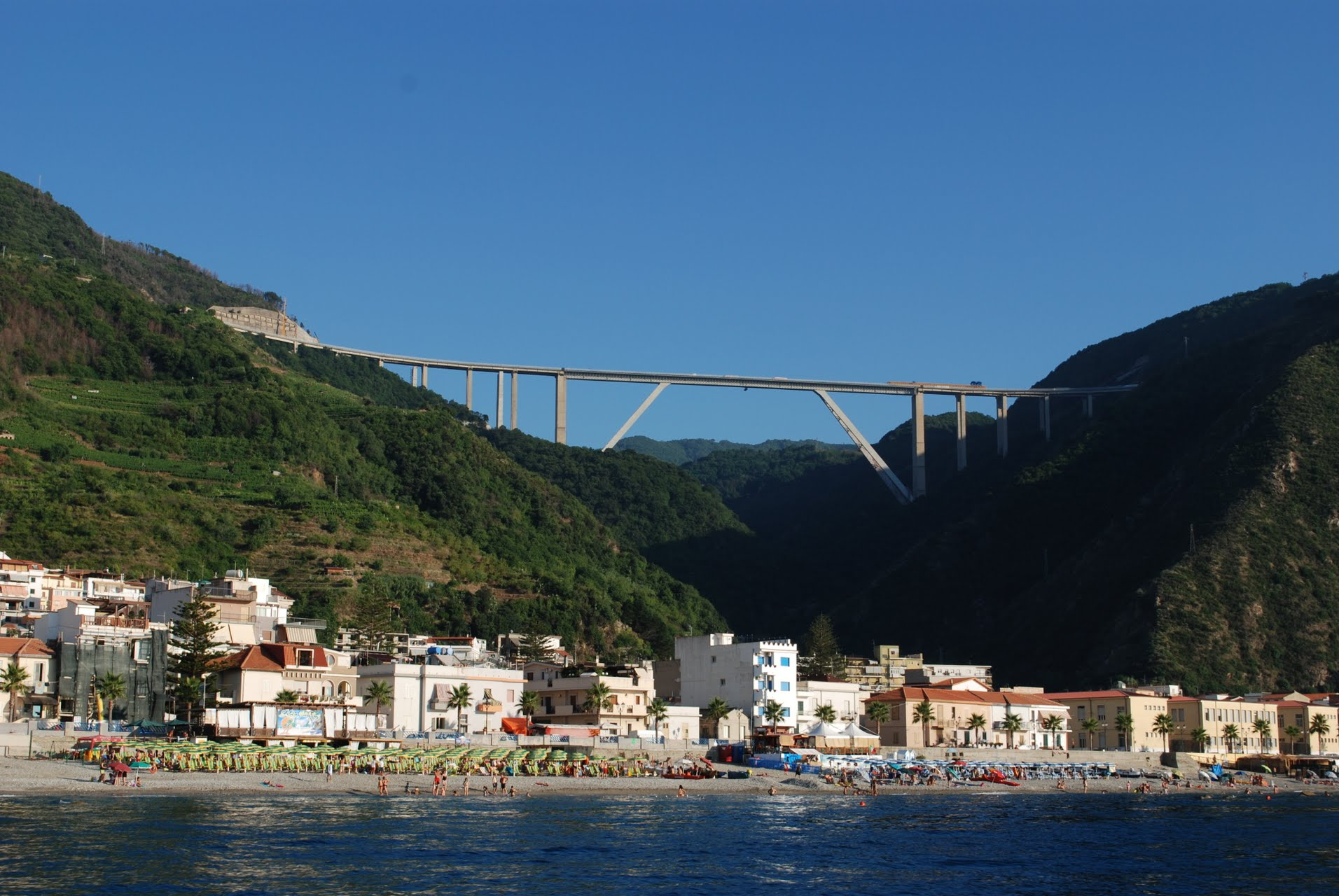
Blick auf Bagnara und die Brücke